# Viola ferrarinii
Viola ferrarinii är en violväxtart som beskrevs av Benito Moraldo och Ricceri. Viola ferrarinii ingår i släktet violer, och familjen violväxter. Inga underarter finns listade i Catalogue of Life.